# Ізбиця-Куявська
Ізби́ця-Куявська (пол. Izbica Kujawska) — місто в центральній Польщі.
Належить до Влоцлавського повіту Куявсько-Поморського воєводства.

## Демографія
Демографічна структура станом на 31 березня 2011 року:
|          | Загалом | Допрацездатний вік | Працездатний вік | Постпрацездатний вік |
| -------- | ------- | ------------------ | ---------------- | -------------------- |
| Чоловіки | 1360    | 244                | 997              | 119                  |
| Жінки    | 1450    | 275                | 874              | 301                  |
| Разом    | 2810    | 519                | 1871             | 420                  |